# Mesocoelopus niger
Mesocoelopus niger é uma espécie de insetos coleópteros polífagos pertencente à família Anobiidae.
A autoridade científica da espécie é P. W. J. Muller, tendo sido descrita no ano de 1821.
Trata-se de uma espécie presente no território português.